# Eulycia apysta
Eulycia apysta là một loài bướm đêm trong họ Geometridae.